# Beschreibungslogik
Beschreibungslogiken (engl. description logics), gelegentlich auch terminologische Logiken genannt, sind eine Familie von Sprachen zur Wissensrepräsentation. Der Name soll einerseits den primären Einsatzzweck verdeutlichen, einen Weltausschnitt mit seinen Objekten und ihren Beziehungen untereinander zu beschreiben. Andererseits soll deutlich werden, dass sie im Unterschied zu ihren Vorgängern Frames und Semantischen Netzwerken auf formaler Logik basieren.
Die meisten Beschreibungslogiken sind Fragmente der Prädikatenlogik erster Stufe und sind eng verwandt mit Modallogiken. Viele Beschreibungslogiken können sogar als direkte Notationsvarianten bekannter Modallogiken angesehen werden. Ein wichtiger Unterschied zur Prädikatenlogik ist jedoch, dass viele beschreibungslogische Sprachen entscheidbar sind.
Dies ermöglicht über eine Beschreibungslogik zu schließen, d. h. implizites Wissen durch Schlussfolgerung aus einer Wissensbasis abzuleiten.
Formal unterteilt man eine Beschreibungslogik in der Regel in drei Teile: Eine Konzeptsprache oder Beschreibungssprache, in der die Ausdrucksmittel festgelegt werden, die zur Formulierung von Fakten erlaubt sind, ein Terminologischer Formalismus (die TBox) und ein Assertionaler Formalismus (die ABox). Die TBox enthält hierbei das Wissen über die Konzepte der Domäne, also das terminologische Wissen. Hier wird definiert, welche Klassen von Objekten es in der Domäne gibt und welche Eigenschaften sie haben. Im einfachsten Fall handelt es sich um eine Taxonomie von Konzepten, also zum Beispiel, dass die Menge der Elefanten eine Untermenge der Säugetiere ist.
Die ABox hingegen enthält das Wissen über eine konkrete Instanz einer Domäne. Sie enthält Fakten über die Individuen und deren Eigenschaften sowie ihrer Beziehungen untereinander. In diesem Sinne repräsentiert sie den Zustand der modellierten Welt. Eine häufig gemachte Annahme ist, dass das terminologische Wissen in der TBox fest ist und sich nicht oder nur selten ändert, während das assertionale Wissen häufigeren oder sogar konstanten Änderungen unterliegt. Gemeint ist, dass Elefanten immer auch Säugetiere sein werden, die Menge der lebenden Elefanten sich jedoch ständig ändert.
Beschreibungslogiken erlangen eine Bedeutung im Zusammenhang mit Ontologien und dem Semantic Web. Ontologiesprachen wie DAML+OIL und OWL besitzen – ebenso wie Beschreibungslogiken – eine wohl-definierte Syntax, die sich zum Beispiel auf die Beschreibungslogik SHOIN(D) abbilden lässt.
Mit der Beschreibungslogik als Basis lässt sich daher über Ontologien schließen, was für den Einsatz von Ontologien im Semantic Web unerlässlich ist.
Ein anderer Anwendungsfall findet sich im Bereich des Feature Oriented Programming, wo Beschreibungslogiken zur Beschreibung von Software-Konfigurationen verwendet werden.
Das Aufkommen des Namens „Beschreibungslogik“ ist auf die frühen 1980er zu datieren. Frühere Namen sind (chronologisch): 
- Terminologische Systeme,
- Terminologische Logiken,
- Konzeptsprachen.

Das erste Beschreibungslogik-basierte System war KL-ONE (1985). Weitere Systeme folgten, unter ihnen LOOM (1987), BACK (1988), KRIS (1991), CLASSIC (1991), FaCT (1998), RACER (2001) und zuletzt KAON 2 (2005).